# Parc national des îlots du Ladoga
Le parc national des îlots du Ladoga (en russe Ладожские шхеры) est un parc national russe situé dans les raïons de Lahdenpohja, Sortavala et Pitkäranta en république de Carélie sur la côte nord et nord-ouest du lac Ladoga, le plus grand lac d'Europe et second de Russie. Il a été créé pour préserver les complexes naturels uniques des îlots rocheux du lac (skerries en anglais). La superficie totale est de 122 008 ha (dont 52 854 ha d'eaux).

## Informations générales
Les skerries du lac Ladoga sont un complexe composé de 650 îles rocheuses et de falaises abruptes, ainsi que la côte du lac, accidentée par le temps et les éléments .
Les plus grands îlots du Ladoga sont Kilpola, Kukhka, Sorolansari, Lauvatsari, Putsari, Riekkalansari.
Dans le contour général du parc, toutes les terres des établissements, des coopératives de pays et des terres agricoles, de superficie très différente, sont exclues de sa composition. La création d'aires protégées a pour but la conservation de complexes naturels précieux et leur utilisation pour divers types de tourisme (dans la zone de loisirs).

## Zone protégée

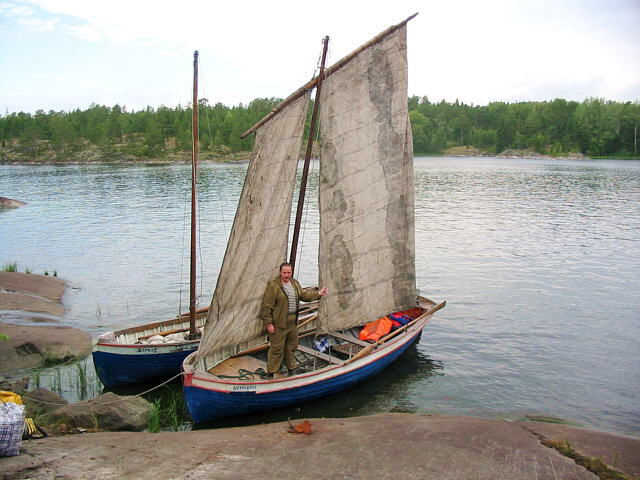
Yals dans les skerries Ladoga

Dans la partie ouest des skerries du Ladoga, depuis les années 1990, il était prévu de créer une zone naturelle spécialement protégée. Le projet final devait être soumis au ministère des Richesses naturelles de la fédération de Russie en 2009. Il était prévu de donner aux skerries du Ladoga de la baie de Yakkimvaar à la ville de Pitkäranta le statut de parc naturel, avec une extension ultérieure du statut environnemental en un parc national , finalement acté le 28 décembre 2017 par un décret du gouvernement de la fédération de Russie  .
Par arrêté du 29 janvier 2016, le Service fédéral de surveillance dans le domaine des ressources naturelles a approuvé la conclusion de l'examen environnemental par l'État des documents d'enquête complète justifiant de donner au territoire le statut de territoire spécialement protégé d'importance fédérale. À l'initiative du chef de la république de Carélie, le 15 février 2016, une réunion s'est tenue au ministère des Richesses naturelles et de l'Écologie de la fédération de Russie au cours de laquelle une décision a été prise sur la nécessité d'exclure des parcelles de terrain d'une superficie d'environ 3 750 hectares du territoire du projet de parc national Ladoga Skerries , .
Le 28 décembre 2017, par décret du gouvernement de la fédération de Russie, le parc national de Ladoga Skerries a été créé en république de Carélie, et le 13 janvier 2020, le règlement sur le parc national de Ladoga Skerries a été approuvé par arrêté du ministère des Ressources naturelles et de l'Écologie de la fédération de Russie.
La menace la plus sérieuse pour le parc était la croissance des coopératives de pays, qui a été suspendue en raison de l'achèvement du parc. Le tourisme non réglementé a également causé certains dommages à la nature: incendies de forêt, encombrement du territoire, bâtiments non autorisés à proximité immédiate des installations de loisirs les plus attrayantes. Les petites surfaces à usage agricole historique continuent de se dégrader en raison de la prolifération et de l'engorgement. Après la création du parc, les incendies de forêt provoqués par la faute des touristes, notamment près du littoral, y compris sur les îles, constituent la plus grande menace. Il est nécessaire de créer un système pour leur prévention et leur extinction rapide .

## Nature

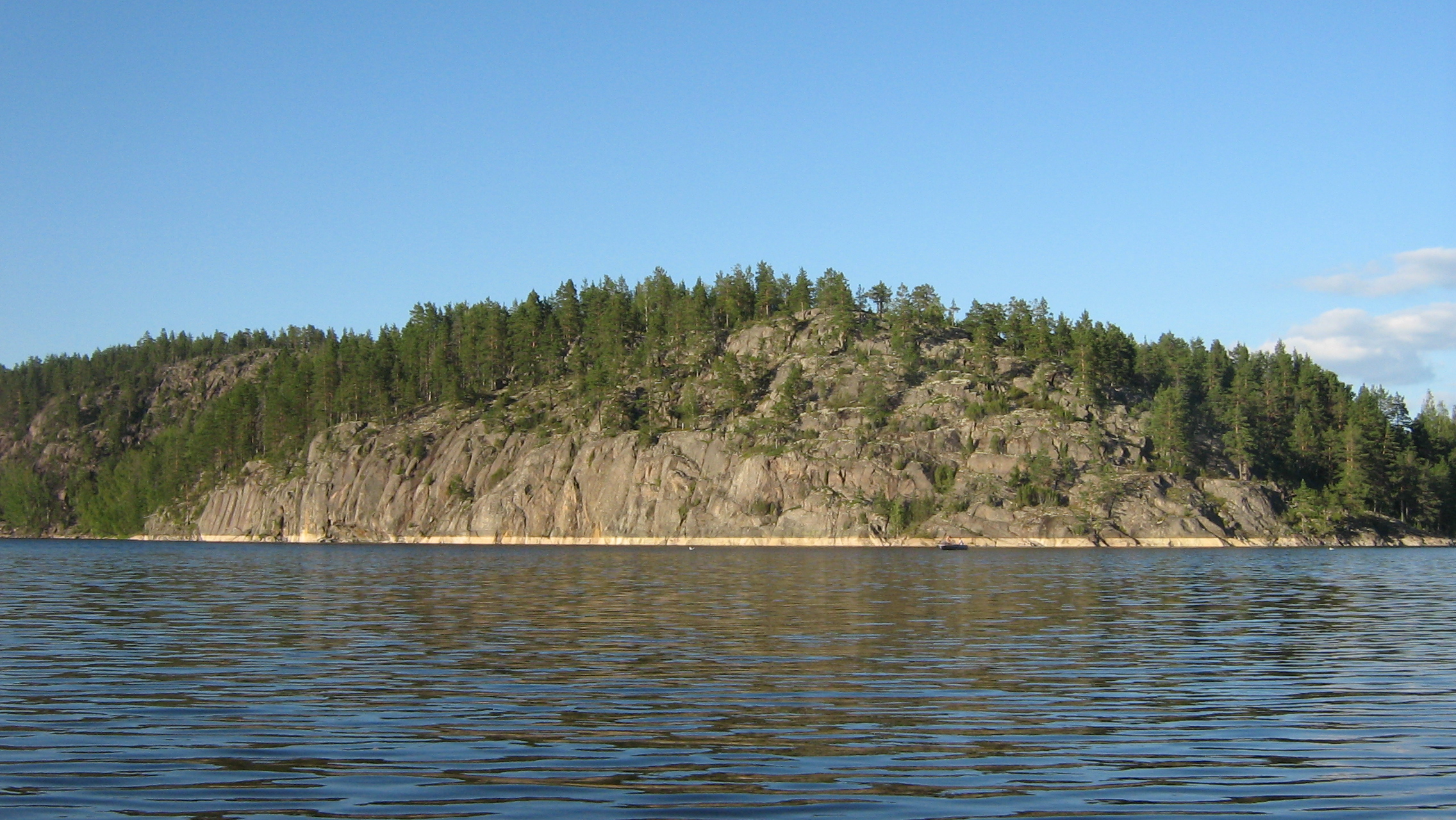
Roches moutonnées dans le parc Ladoga

Le parc est situé dans le paysage rocheux de la taïga moyenne, avec une prédominance prononcée d'habitats de pins - unique en termes de paramètres écologiques, biologiques et récréatifs dans le contexte de la partie européenne de la Russie. Le territoire avec des baies étroites du lac Ladoga profondément en saillie dans la terre, un terrain fortement accidenté, des crêtes rocheuses relativement hautes est une formation géomorphologique unique qui n'a pas d'analogues en Russie.
Le lac Ladoga lui-même est également un plan d'eau unique. Il s'agit du plus grand réservoir d'eau douce d'Europe. Le lac est caractérisé par une grande profondeur et une eau relativement claire avec de faibles signes d'eutrophisation. Les marécages (en tenant compte des forêts marécageuses) ne dépassent pas 15% du total. Les terres agricoles situées dans les limites des limites extérieures du parc occupent environ 10% des terres, dont de nombreuses zones qui ne font pas partie du parc.
Les forêts de la grande majorité du territoire se sont formées sur le site d'une coupe claire et sélective, réalisée à différents moments, d'une sous-coupe et de terres agricoles abandonnées. Cependant, depuis le milieu - la seconde moitié du 20e siècle, les forêts ont subi des coupes à blanc et sont donc dans un état de développement naturel .

### Flore et faune

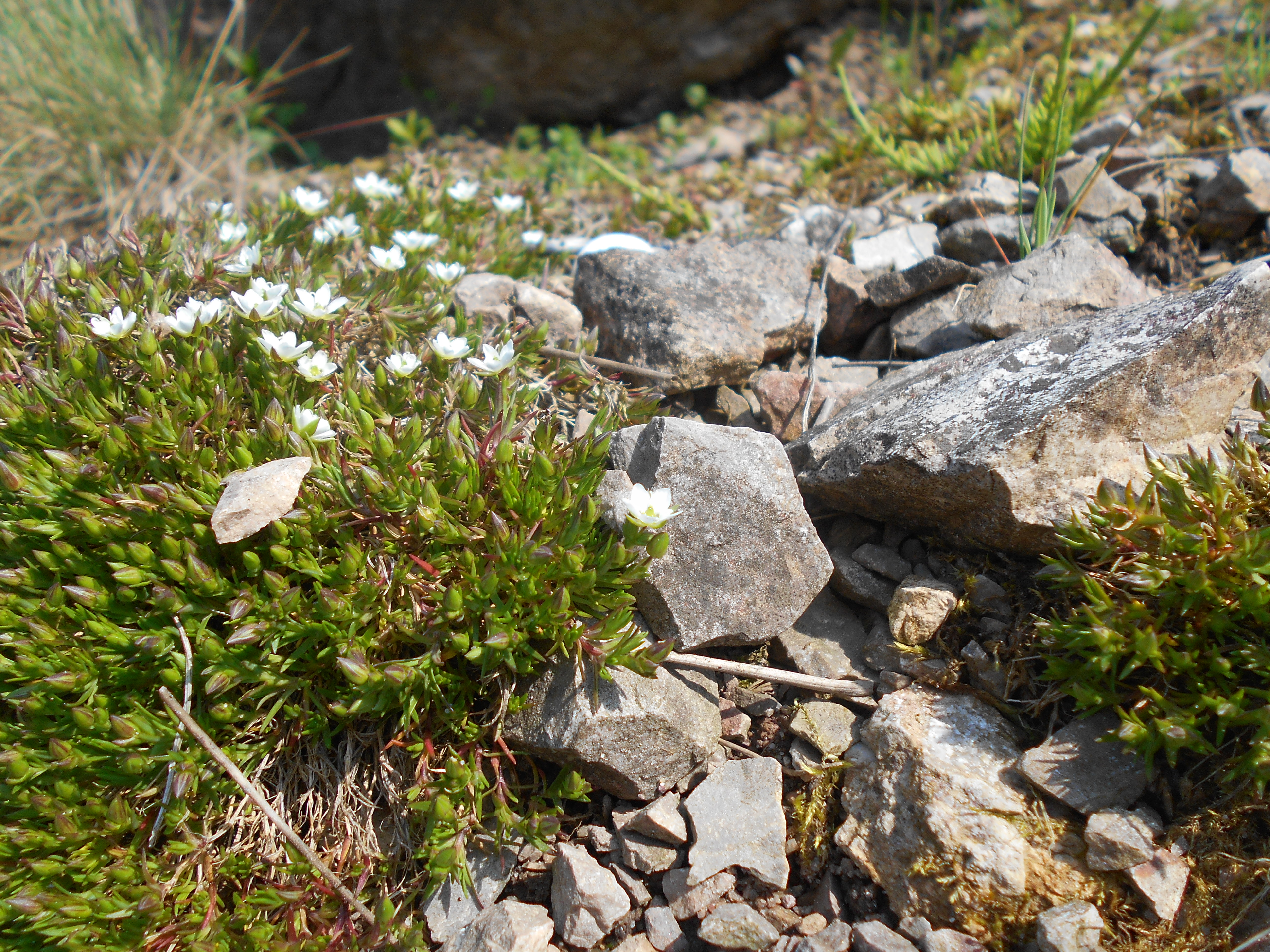
Minuarcia

Le territoire du parc est caractérisé par le plus haut niveau de biodiversité et d'importance environnementale en Carélie. Au total, 19 espèces de mammifères, 23 d' oiseaux, 78 de plantes vasculaires, 32 de mousses, 61 de lichens sont répertoriés dans les Livres rouges de la fédération de Russie (2008) et / ou de la république de Carélie (2007).
La partie entière du skerry est le lieu de reproduction et d'alimentation du phoque du Ladoga, espèce endémique inscrite dans les Livres rouges de l'UICN, de la fédération de Russie et de la république de Carélie. Au moins 20% de la partie reproductrice de la population de cette espèce vit ici.

## Remarques
1. ↑  « Ладожские шхеры: уникальный уголок природы карельского края », proboating.ru (consulté le 30 octobre 2016)
2. ↑  « Комментатор. Новый национальный парк «Ладожские шхеры» появится в Карелии » [archive du 12 février 2008] (consulté le 20 août 2008)
3. ↑  Новый нацпарк «Ладожские шхеры» поможет сохранить десятки памятников культурного наследия
4. ↑  Заповедный куш («Новая газета», 14 марта 2016)
5. ↑  « Территория планируемой к созданию особо охраняемой природной территории «Ладожские шхеры» может сократиться на 4 тысячи гектар. Популярное периодическое издание «Экоград» » [archive du 22 avril 2016] (consulté le 15 avril 2016)

## Littérature
- Осипов А. Ю., Ляхтээнмяки М., Илмолахти О., Карху Я. Коммодификация природы: национальный парк «Ладожские шхеры» // Мир России. — 2019. — Т. 28, № 3. — С. 113—131. — ISSN 1811-038X. — doi:10.17323/1811-038X-2019-28-3-113-131.